# Qualifications des épreuves de gymnastique aux Jeux olympiques d'été de 2012
Les qualifications pour les épreuves de gymnastique aux Jeux olympiques d'été de 2012 se baseront sur les résultats des championnats du monde des trois disciplines (gymnastique rythmique, artistique et trampoline) qui se tiendront à l'automne 2011, ainsi que les épreuves pré-olympiques qui auront lieu en janvier 2012 à la  North Greenwich Arena de Londres. En outre, la Fédération internationale de gymnastique et la commission tripartite du CIO peuvent des places supplémentaires à certaines nations afin d'assurer un niveau minimum de représentation par continents.

## Période de qualification
| Compétition                                          | Date                 | Lieu        |
| ---------------------------------------------------- | -------------------- | ----------- |
| Championnats du monde de gymnastique rythmique 2011  | 19-25 septembre 2011 | Montpellier |
| Championnats du monde de gymnastique artistique 2011 | 7-16 octobre 2011    | Tokyo       |
| Championnats du monde de trampoline 2011             | 17-20 novembre 2011  | Birmingham  |
| Épreuves pré-olympiques                              | 10-18 janvier 2012   | Londres     |

Pour connaître les règles complètes publiées par la Fédération internationale de gymnastique, vous pouvez consulter l'article récapitulatif sur le site officiel.

## Répartition globale des places
| Nation                 | Artistique | Artistique | Rythmique  | Rythmique   | Trampoline | Trampoline | Total |
| Nation                 | Hommes     | Femmes     | Individuel | Par équipes | Hommes     | Femmes     | Total |
| ---------------------- | ---------- | ---------- | ---------- | ----------- | ---------- | ---------- | ----- |
| Allemagne              | 5          | 5          | 1          | 6           | 1          | 1          | 19    |
| Argentine              | 1          | 1          |            |             |            |            | 2     |
| Australie              | 1          | 5          | 1          |             | 1          |            | 8     |
| Autriche               | 1          | 1          | 1          |             |            |            | 3     |
| Arménie                | 1          |            |            |             |            |            | 1     |
| Azerbaïdjan            | 1          |            | 1          |             |            |            | 2     |
| Bangladesh             | 1          |            |            |             |            |            | 1     |
| Biélorussie            | 1          | 1          | 2          | 6           | 1          | 1          | 12    |
| Belgique               | 1          | 1          |            |             |            |            | 2     |
| Brésil                 | 3          | 5          |            |             |            |            | 8     |
| Bulgarie               | 1          | 1          | 1          | 6           |            |            | 9     |
| Canada                 | 1          | 5          |            | 6           | 1          | 2          | 15    |
| Chili                  | 1          | 1          |            |             |            |            | 2     |
| Chine                  | 5          | 5          | 1          |             | 2          | 2          | 15    |
| Colombie               | 1          | 1          |            |             |            |            | 2     |
| Corée du Sud           | 5          | 1          | 1          |             |            |            | 7     |
| Croatie                | 1          | 1          |            |             |            |            | 2     |
| Chypre                 |            |            | 1          |             |            |            | 1     |
| Danemark               |            |            |            |             | 1          |            | 1     |
| Égypte                 | 1          | 2          | 1          |             |            |            | 4     |
| Espagne                | 5          | 1          | 1          | 6           |            |            | 13    |
| États-Unis             | 5          | 5          | 1          |             | 1          | 1          | 13    |
| Finlande               |            | 1          |            |             |            |            | 1     |
| France                 | 5          | 5          | 1          |             | 1          |            | 12    |
| Géorgie                |            |            |            |             |            | 1          | 1     |
| Grèce                  | 2          | 1          |            | 6           |            |            | 9     |
| Guatemala              |            | 1          |            |             |            |            | 1     |
| Hong Kong              | 1          | 1          |            |             |            |            | 2     |
| Hongrie                | 2          | 1          |            |             |            |            | 3     |
| Irlande                | 1          |            |            |             |            |            | 1     |
| Israël                 | 2          | 1          | 1          | 6           |            |            | 10    |
| Italie                 | 5          | 5          | 1          | 6           | 1          |            | 18    |
| Japon                  | 5          | 5          |            | 6           | 2          | 1          | 19    |
| Kazakhstan             | 1          | 1          | 1          |             |            |            | 3     |
| Lettonie               | 1          |            |            |             |            |            | 1     |
| Lituanie               | 1          | 1          |            |             |            |            | 2     |
| Mexique                | 1          | 1          |            |             |            |            | 2     |
| Ouzbékistan            |            | 1          | 1          |             |            | 1          | 3     |
| Pays-Bas               | 1          | 1          |            |             |            | 1          | 3     |
| Pologne                | 1          | 1          | 1          |             |            |            | 3     |
| Portugal               | 1          | 1          |            |             | 1          | 1          | 4     |
| Porto Rico             | 1          | 1          |            |             |            |            | 2     |
| République tchèque     | 1          | 1          |            |             |            | 1          | 3     |
| République dominicaine |            | 1          |            |             |            |            | 1     |
| Roumanie               | 5          | 5          |            |             |            |            | 10    |
| Grande-Bretagne        | 5          | 5          | 1          | 6           |            | 1          | 18    |
| Russie                 | 5          | 5          | 2          | 6           | 2          | 1          | 21    |
| Singapour              |            | 1          |            |             |            |            | 1     |
| Slovaquie              | 1          | 1          |            |             |            |            | 2     |
| Slovénie               |            | 1          |            |             |            |            | 1     |
| Suisse                 | 1          | 1          |            |             |            |            | 2     |
| Suède                  |            | 1          |            |             |            |            | 1     |
| Tunisie                | 1          |            |            |             |            |            | 1     |
| Turquie                |            | 1          |            |             |            |            | 1     |
| Ukraine                | 5          | 1          | 2          | 6           | 1          | 1          | 16    |
| Venezuela              |            | 1          |            |             |            |            | 1     |
| Viêt Nam               | 1          | 2          |            |             |            |            | 3     |
| Total: 58 pays         | 98         | 98         | 24         | 72          | 16         | 16         | 324   |

## Artistique
Pour un article plus général, voir Gymnastique artistique aux Jeux olympiques d'été de 2012.

### Hommes
| Compétition                                                         | Critère                                                                 | Qualifiés |
| ------------------------------------------------------------------- | ----------------------------------------------------------------------- | --- |
| Par équipes (de 5)                                                  |                                                                         | |
| Championnats du monde                                               | Équipes classées 1-8                                                    | Chine Japon États-Unis Allemagne Russie Corée du Sud Roumanie Ukraine |
| Pré-olympiques (equipes classées 9-16 lors du championnat du monde) | Équipes classées 1-4                                                    | Grande-Bretagne France Espagne Italie |
| TOTAL                                                               | TOTAL                                                                   | 12 (60 gymnastes) |
| Individuels                                                         |                                                                         | |
| Championnats du monde (médaillés par disciplines)                   | Sol                                                                     | Diego Hypolito (BRA) Alexander Shatilov (ISR) |
| Championnats du monde (médaillés par disciplines)                   | Cheval d'arçon                                                          | Krisztian Berki (HUN) |
| Championnats du monde (médaillés par disciplines)                   | Anneaux                                                                 | Arthur Nabarrete Zanetti (BRA) |
| Championnats du monde (médaillés par disciplines)                   | Saut de cheval                                                          | - |
| Championnats du monde (médaillés par disciplines)                   | Barres parallèles                                                       | Vasileios Tsolakidis (GRE) |
| Championnats du monde (médaillés par disciplines)                   | Barre fixe                                                              | - |
| Invitations de la FIG                                               | Pays organisateur                                                       | - |
| Invitations de la FIG                                               | Afrique                                                                 | Mohamed Sherif Elsaharty (EGY) Wajdi Bouallègue (TUN) |
| Invitations de la FIG                                               | Océanie                                                                 | - |
| Invitation de la commission tripartite                              |                                                                         | Syque Caesar (BAN) |
| Pré-olympiques                                                      | Meilleurs gymnastes du concours général individuel (maximum 1 par pays) | Nathan Gafuik (CAN) Sérgio Sasaki (BRA) Tommy Ramos (PUR) Dzmitry Kaspiarovich (BLR) Daniel Corral Barron (MEX) Tomas Gonzalez Sepulveda (CHI) Wai Hung Shek (HKG) Filip Ude (CRO) Vlasios Maras (GRE) Samuel Piasecky (SVK) Fabian Leimlehner (AUT) Jorge Hugo Giraldo López (COL) Roman Kulesza (POL) Claudio Capelli (SUI) Epke Zonderland (NED) Joshua Jefferis (AUS) Artur Davtyan (ARM) Manuel Almeida Campos (POR) Stepan Gorbachev (KAZ) Rokas Guscinas (LTU) Pham Phouc Hung (VIE) Dmitrijs Trefilovs (LAT) Felix Aronovich (ISR) Vid Hidvegi (HUN) Iordan Iovtchev (BUL) Federico Molinari (ARG) Jimmy Verbaeys (BEL) Martin Konecny (CZE) Kieran Behan (IRL) Shakir Shikhaliyev (AZE) |
| TOTAL                                                               | TOTAL                                                                   | 98 |

### Femmes
INDIVIDUEL:
Qualifié au concours général individuel  :
1. Viktoria Komova(60,632)
2. Alexandra Raisman(60,391)
3. Gabrielle Douglas(60,265)
4. Aliya Mustafina(59,966)
5. Deng LinLin(57,998)
6. Vanessa Ferrari(57,932)
7. Asuka Teramoto(57,865)
8. Larisa Iordache(57,865)
9. Huang Qiushuang(57,707)
10. Sandra Isbaza(57,532)
11. Jessica Lopez(56,665)
12. Elizabeth Seitz(56,466)
13. Rebecca Tunney(56,391)
14. Ana Gomez(56,132)
15. Hannah Whelan(55,699)
16. Dominique Pegg(55,657)
17. Celine Van Gerner(55,632)
18. Carlota Ferlito(55,5)
19. Giulia Steingruber(54,715)
20. Emily Little(54,498)
21. Aurélie Malaussena (54,399)
22. Marta Pihan-Kulesza(54,365)
23. Rie Tanaka(54,333)
24. Ashleigh Brennan(54,232)

Qualifié au Saut : 
1. Mc Kayla Maroney(15.800)
2. Sandra Racula Isabza(15.316)
3. Maria Paseka(15.049)
4. Oksana Chuisovitina(14,808)
5. Yamilet Pena Abreu(14.699)
6. Janine Berger(14,483)
7. Brittany Rogers(14,483)
8. Elizabeth Black(14,366)

Qualifiés aux barres asymetriques :
1. Beth Tweedle (16,133)
2. He Kexin (15,966)
3. Viktoria Komova(15,833)
4. Yao Jinnan (15,733)
5. Aliya Mustafina(15,700)
6. Douglas Gabrielle(15,333)
7. Elizabeth Seitz(15,166)
8. KoKo Tsurumi(15,033)

Qualifiés à la poutre : 
1. Sui Lu(15,4)
2. Gabrielle Douglas(15,266)
3. Viktoria Komova(15,266)
4. Deng LinLin(15,166)
5. Alexandra Raisman(15,1)
6. Ksenia Afanaseva(15,033)
7. Catalina Ponor(15,033)
8. Larisa Andreea Iordache (14.8)

Qualifiés au sol :
1. Alexandra Raisman(15,325)
2. Sandra Izbasa(15,066)
3. Vanessa Ferrari(14,9)
4. Ksenia Afansieva(14,833)
5. Lauren Mitchell(14,833)
6. Jordyn Wieber(14,666)
7. Catalina Ponor(14,600)
8. Aliya Mustafina(14,333)

| Compétition                                                    | Critère                                                                 | Qualifiées |
| -------------------------------------------------------------- | ----------------------------------------------------------------------- | --- |
| Par équipes (de 5)                                             |                                                                         | |
| Championnats du monde                                          | Équipes classées 1-8                                                    | États-Unis Russie Chine Roumanie Japon Australie Allemagne Grande-Bretagne |
| Pré-olympiques (équipes classées 9-16 au championnat du monde) | Équipes classées 1-4                                                    | Italie Canada France Brésil |
| TOTAL                                                          | TOTAL                                                                   | 12 (60 gymnastes) |
| Individuels                                                    |                                                                         | |
| Championnats du monde (médaillées par disciplines)             | Saut de cheval                                                          | Phan Thi Ha Thanh (VIE) |
| Championnats du monde (médaillées par disciplines)             | Barres asymétriques                                                     | Aucune |
| Championnats du monde (médaillées par disciplines)             | Poutre                                                                  | Aucune |
| Championnats du monde (médaillées par disciplines)             | Sol                                                                     | Aucune |
| Invitations de la FIG                                          | Afrique                                                                 | Sherine El Zeiny (EGY) Salma Mahmoud (EGY) |
| Pré-olympiques                                                 | Meilleurs gymnastes du concours général individuel (maximum 1 par pays) | Gaëlle Mys (BEL) Heo Seonmi (KOR) Ana Maria Izurieta (ESP) Masela Wyomi (NED) Giulia Steingruber (SUI) Ana Sofia Gomez Porras (GUA) Elsa Garcia (MEX) Jessica López (VEN) Valeriia Maksiuta (ISR) Vasilikí Milloúsi (GRE) Dorina Böczögő (HUN) Marta Pihan-Kulesza (POL) Krystina Palesova (CZE) Barbara Gasser (AUT) Jessica Gil Ortiz (COL) Nataliya Kononenko (UKR) Jonna Adlerteg (SWE) Tina Erceg (CRO) Valeria Pereyra (ARG) Ouzbékistan* Sasa Golob (SLO) Goksu Uctas (TUR) Simona Castro Lazo (CHI) Laura Svilpaite (LTU) Ralitsa Mileva (BUL) Hiu Ying Angel Wong (HKG) Annika Urviko (FIN) Lorena Quinones Moreno (PUR) Maria Homolova (SVK) Heem Wei Lim (SIN) Moldir Azimbay (KAZ) Nastassia Marachkouskaya (BLR) Zoi Mafalda Marques de Lima (POR) Yamilet Peña (DOM) Ngan Thuong Do Thi (VIE) |
| TOTAL                                                          | TOTAL                                                                   | 98 |

- * La gymnaste Luiza Galiulina d'Ouzbékistan a été exclue des jeux à la suite d'un contrôle antidopage positif [2].

## Rythmique
Pour un article plus général, voir Gymnastique rythmique aux Jeux olympiques d'été de 2012.

### Individuel
| Compétition           | Critère                     | Qualifiés |
| --------------------- | --------------------------- | --- |
| Championnats du monde | Top 15 (maximum 2 par pays) | Daria Dmitrieva (RUS) Evgeniya Kanaeva (RUS) Liubou Charkashyna (BLR) Melitina Staniouta (BLR) Aliya Garayeva (AZE) Alina Maksymenko (UKR) Silviya Miteva (BUL) Joanna Mitrosz (POL) Ulyana Trofimova (UZB) Neta Rivkin (ISR) Son Yeon-Jae (KOR) Delphine Ledoux (FRA) Deng Senyue (CHN) Julieta Cantaluppi (ITA) Caroline Weber (AUT) |
| Pré-olympiques        | Top 5                       | Anna Alyabyeva (KAZ) Ganna Rizatdinova (UKR) Carolina Rodriguez (ESP) Chrystalleni Trikomiti (CYP) Jana Berezko-Marggrander (GER) |
| Invitations de la FIG | Pays organisateur           | Francesca Jones (GBR) |
| Invitations de la FIG | Continent non représenté    | Julie Zetlin (USA) Yasmine Mohmed Rostom (EGY) Janine Murray (AUS) |
| TOTAL                 | TOTAL                       | 24 |

### Par équipes
| Compétition           | Critère                    | Qualifiés                                          |
| --------------------- | -------------------------- | -------------------------------------------------- |
| Championnats du monde | Équipes classées 1 à 6     | Italie Russie Bulgarie Biélorussie Japon Allemagne |
| Pré-olympiques        | Équipes classées 1 à 4     | Espagne Ukraine Israël Grèce                       |
| Invitations de la FIG | Pays organisateur          | Grande-Bretagne                                    |
| Invitations de la FIG | Continents non représentés | Canada                                             |
| TOTAL                 | TOTAL                      | 12                                                 |

## Trampoline
Pour un article plus général, voir Trampoline aux Jeux olympiques d'été de 2012.

### Hommes
| Compétition                            | Critère                                                   | Qualifiés |
| -------------------------------------- | --------------------------------------------------------- | --- |
| Championnats du monde                  | Top 8 (maximum 2 par pays)                                | Dong Dong (CHN) Lu Chunlong (CHN) Ito Masaki (JPN) Ueyama Yasuhiro (JPN) Nikita Fedorenko (RUS) Dmitry Ushakov (RUS) Grégoire Pennes (FRA) Yuriy Nikitin (UKR)            |
| Pré-olympiques (16 participants)       | Top 8 (maximum 2 par pays)                                | Jason Burnett (CAN) Diogo Ganchinho (POR) Blake Gaudry (AUS) Henrik Stehlik (GER) Flavio Cannone (ITA) Steven Gluckstein (USA) Peter Jensen (DEN) Viachaslau Modzel (BLR) |
| Invitations de la FIG                  | Participation du pays organisateur et de chaque continent | - |
| Invitation de la commission tripartite | Invitation de la commission tripartite                    | - |
| TOTAL                                  | TOTAL                                                     | 16 |

### Femmes
| Compétition                            | Critère                                                   | Qualifiés |
| -------------------------------------- | --------------------------------------------------------- | --- |
| Championnats du monde                  | Top 8 (maximum 2 par pays)                                | He Wenna (CHN) Huang Shanshan (CHN) Tatsiana Piatrenia (BLR) Rosannagh MacLennan (CAN) Karen Cockburn (CAN) Anna Dogonadze (GER) Savannah Vinsant (USA) Katherine Driscoll (GBR) |
| Pré-olympiques (16 participants)       | Top 8 (maximum 2 par pays)                                | Luba Golovina (GEO) Ana Rente (POR) Zita Frydrychova (CZE) Victoria Voronina (RUS) Andrea Lenders (NED) Maryna Kyiko (UKR) Kishi Ayano (JPN) Ekaterina Khilko (UZB)              |
| Invitations de la FIG                  | Participation du pays organisateur et de chaque continent | - |
| Invitation de la commission tripartite | Invitation de la commission tripartite                    | - |
| TOTAL                                  | TOTAL                                                     | 16 |